# Spheres
Spheres – singel Mike’a Oldfielda wydany w 2008, promujący album Music of the Spheres.
Utwór Spheres jest to wczesne koncepcyjne demo mającego się ukazać albumu. Zawiera elementy utworów Harbinger oraz Shabda z Music of the Spheres'.

## Spis utworów
1. „Spheres” – 5:22